# Conus spuroides
Conus spuroides é uma espécie de gastrópode do gênero Conus, pertencente a família Conidae.